# Timahoe
Timahoe (iriska: Tigh Machua) är ett samhälle i grevskapet Laois på Irland belägen mellan Stradbally och Portlaoise. I Timahoe finns ett kristet rundtorn från 1100-talet.